# Крістофер Окігбо
Крістофер Іфеканду Окігбо (16 серпня 1932 — 20 вересня 1967) — нігерійський поет, вчитель і бібліотекар, який загинув у боротьбі за незалежність Біафри . Визнаний як видатний постколоніальний англомовний африканський поет і один із головних письменників-модерністів 20 століття.

## Раннє життя
Окігбо народився 16 серпня 1932 року в містечку Оджото, приблизно за 16 км від міста Оніча в штаті Анамбра . Його батько був учителем у католицьких місіонерських школах під час розквіту британського колоніального панування в Нігерії, і Окігбо провів свої ранні роки, переходячи від станції до станції. Незважаючи на віддане християнство свого батька, Окігбо вірив, що в ньому перевтілилася душа його діда по материнській лінії, священика Ідото, божества Ігбо . Ідото уособлюється в однойменній річці, що протікає через рідне село Окігбо, і «богиня води» займає чільне місце в його творах.
Іншою впливовою фігурою в ранні роки Окігбо був його старший брат Піус Окігбо, який згодом став відомим економістом і першим послом Нігерії в Європейській економічній комісії (ЄС).
Окігбо закінчив державний коледж Умуахія (теперішній штат Абіа, Нігерія) через два роки після Чинуа Ачебе, ще одного відомого нігерійського письменника, який заслужив репутацію ненажерливого читача та різнобічного спортсмена. Наступного року його прийняли до Університетського коледжу в Ібадані (нині відомого як Ібаданський університет). Спочатку збирався вивчати медицину, але перейшов на класичнеу літературу на другому курсі. У коледжі він також заслужив репутацію талановитого піаніста, акомпануючи Воле Шоїнці під час його першого публічного виступу. Вважається, що Окігбо також писав оригінальну музику в той час, хоча нічого з цього не збереглося.

## Робота і мистецтво
Після закінчення навчання в 1956 році він працював у різних місцях по всій країні, одночасно роблячи свої перші спроби у поезіюї. Він працював у Nigerian Tobacco Company, United Africa Company, у школі Fiditi Grammar School (де він викладав латинь) і, зрештою, помічником бібліотекаря в Університеті Нігерії в Нсукці, де він допоміг заснувати Асоціацію африканських письменників .
У ті роки він почав публікувати свої роботи в різних журналах, зокрема в літературному журналі «Чорний Орфей», який мав на меті об'єднати найкращі твори африканських та афроамериканських письменників. Хоча його поезію можна частково сприймати як потужне вираження постколоніального африканського націоналізму, він був категорично проти негритюда, який він засуджував як романтичне прагнення до «містики чорноти» заради неї самої; він так само відкидав концепцію спільного досвіду між африканцями та чорношкірими американцями, що є різким філософським контрастом до редакційної політики «Чорного Орфея» . Саме тому він відмовився від першої премії з африканської поезії, яку йому присудили на Всесвітньому фестивалі негритянського мистецтва у Дакарі 1966 року, водночас заявивши, що не існує такого поняття, як негри чи чорний поет.
У 1963 році він залишив Нсукку, щоб зайняти посаду західноафриканського представника видавництва Cambridge University Press в Ібадані, яка давала можливість часто подорожувати до Сполученого Королівства, де він привернув увагу. В Ібадані він став активним членом літературного клубу Мбарі та завершив, склав або опублікував твори своїх зрілих років, зокрема «Межі» (Limits, 1964), «Мовчання» (Silences, 1962–65), «Плач масок» (Lament of the Masks, на честь сторіччя народження В. Б. Єйтса у формі хвалебної поеми мовою йоруба, 1964), Танець намальованих дів (Dance of the Painted Maidens, на честь народження в 1964 році його доньки, Обіагелі або Ібрагімат, яку він вважав перевтіленням своєї матері) і його остання надзвичайно пророча послідовність, Path of Thunder (1965–67), яка була опублікована посмертно в 1971 році разом з його великим опусом «Лабіринти», який включав вірші з попередніх збірок.

## Війна
У 1966 році нігерійська криза досягла апогею. Окігбо, який на той час жив в Ібадані, переїхав до східної Нігерії, щоб дочекатися результатів повороту подій, кульмінацією якого стало відокремлення 30 травня 1967 року східних провінцій у незалежну Біафру. Живучи в Енугу, він працював разом з Ачебе над створенням нового видавництва Citadel Press.
З відокремленням Біафри Окігбо негайно приєднався до армії нової країни як доброволець, польовий майор. Досвідчений солдат, він загинув під час великого наступу нігерійських військ на Нсукку.